# 多伯斯多夫
多伯斯多夫是德国石勒苏益格－荷尔斯泰因州的一个市镇。总面积21.91平方公里，总人口1133人，其中男性560人，女性573人（2011年12月31日），人口密度52人/平方公里。